# Redeemer
Redeemer, musikalbum släppt av Machinae Supremacy år 2006.

## Låtlista
1. Elite
2. Through The Looking Glass
3. Rogue World Asylum
4. Rise
5. I Know The Reaper
6. Hate
7. Ghost (Beneath The Surface)
8. Seventeen
9. Ronin
10. Oki Kumas Adventure
11. Reanimator

## LåtlistaUnderground Edition
1. Elite
2. Rise
3. Fury
4. Ronin
5. Kaori Stomp
6. Hate
7. I Know The Reaper
8. Seventeen
9. The Cavern of Lost Time
10. Rogue World Asylum
11. Through the Looking Glass
12. Oki Kumas Adventure
13. Reanimator (March of the Undead III)
14. Prelude to Empire
15. Empire